# Власенков, Александр Александрович
Александр Александрович Власенков (1998—2022) — российский военнослужащий, разведчик-снайпер 200-й отдельной мотострелковой бригады 14-го армейского корпуса Береговых войск Северного флота, ефрейтор. Чемпион России и мира по рукопашному бою среди юниоров, мастер спорта международного класса по рукопашному бою. Герой Российской Федерации (2022, посмертно).

## Биография
Родился 12 марта 1998 года в селе Визинга Сысольского района Республики Коми. Проживал в посёлке сельского типа Чим, учился в средней школе в посёлке городского типа Благоево Удорского района. В школьные годы активно занимался спортом, сначала вольной борьбой, затем рукопашным боем. В 2009 году стал чемпионом Всероссийского турнира памяти «Дети Беслана», в 2014 году занял первые места в юниорском первенстве по рукопашному бою Северо-западного Федерального округа и в первенстве Республики Коми. В 2015 году стал победителем юниорского первенства мира, которое проходило в г. Калининграде. Являлся победителем республиканского конкурса «Моя республика — спортивная республика». В 2015 году стал чемпионом России среди юниоров по рукопашному бою. Являлся мастером спорта международного класса по рукопашному бою.
В 2015 году после окончания школы поступил в Ленинградский областной филиал Санкт-Петербургского университета МВД России, но в 2017 году решил оставить учёбу по семейным обстоятельствам. В 2018 году был призван на срочную службу в Вооруженные Силы РФ. Служил в войсках ПВО Западного военного округа. В 2019 году после демобилизации работал тренером в Иркутске, затем вернулся на родину, в посёлок Чим, где периодически проводил мастер-классы по рукопашному бою.
С началом Вторжения России на Украину заключил контракт с Министерством обороны и зачислен разведчиком-снайпером 200-й отдельной мотострелковой бригады 14-го армейского корпуса Береговых войск Северного флота. По информации Министерства обороны РФ, отличился в боевых действиях 23 августа в районе н. п. Дементиевка Харьковской области и 8 августа в районе села Уды (Богодуховский район). По данным военного ведомства, 2 сентября, в районе села Уды, командовал штурмовой группой, которая с боем ворвалась в траншею противника и оказавшись на линии огня, ефрейтор Власенков скончался.
11 октября 2022 года Указом Президента Российской Федерации («закрытым») ефрейтору Александру Александровичу Власенкову за проявленные мужество и героизм присвоено звание Герой России (посмертно). 9 ноября в Сыктывкаре семье Власенкова была вручена медаль «Золотая Звезда» Героя Российской Федерации.

## Примечание
1. 1 2 3  Уроженцы Коми - Герои России: кто они. Александр Александрович Власенков (12.03.1998 – 02.09.2022). ИА Комиинформ (9 декабря 2022). Дата обращения: 12 декабря 2022. Архивировано 12 декабря 2022 года.
2. ↑  Спортсмен из Коми Александр Власенков — победитель Первенства мира по рукопашному бою. Информационное агентство «Север-Медиа» (13 ноября 2015). Дата обращения: 12 декабря 2022. Архивировано 12 декабря 2022 года.
3. ↑  Борис Петиев. Одним махом выиграл и первенство мира, и всероссийский турнир. Газета «Выль туйод» (4 декабря 2015). Дата обращения: 12 декабря 2022. Архивировано 12 декабря 2022 года.
4. ↑  Первенство России по рукопашному бою среди юниоров и юниорок 18-20 лет. 01 — 05 ноября 2017 года. Общероссийская федерация рукопашного боя. Дата обращения: 12 декабря 2022. Архивировано 12 декабря 2022 года.
5. ↑  Константин Кякинен. В ходе спецоперации в Украине погиб чемпион мира по рукопашному бою из Коми. АиФ Коми (6 сентября 2022). Дата обращения: 12 декабря 2022. Архивировано 12 декабря 2022 года.
6. 1 2  Удорцу Александру Власенкову присвоено звание Героя России. udora.info (8 ноября 2022). Дата обращения: 12 декабря 2022.
7. ↑  Сергей Ширяев. Звезду Героя России и Орден Мужества передали родственникам Александра Власенкова и Артема Тимушева. ГТРК «Мурман» (9 ноября 2022). Дата обращения: 12 декабря 2022. Архивировано 12 декабря 2022 года.